# Rain Fall Down
Singles de The Rolling Stones
Streets of Love / Rough Justice
(2005) Biggest Mistake
(2006)
Rain Fall Down est une chanson du groupe de rock britannique The Rolling Stones parue en 2005 dans l'album A Bigger Bang. Elle est également parue en second single de l'album le 5 décembre 2005 et rencontre un succès modéré dans les classements. Le single comporte en plus de la chanson deux remix (l'un de will.i.am et l'autre d'Ahsley Beedle) destinés aux pistes de danse.

## Liste des titres
- 7-inch, CD (VS1907; VSCDX1907)

1. "Rain Fall Down" – 4:54
2. "Rain Fall Down" (will.i.am Remix)
3. "Rain Fall Down" (Ashley Beedle's 'Heavy Disco' Vocal Re-Edit)

- Dutch CD (VSCDX1907 0094634858021)

1. "Rain Fall Down" (will.i.am Remix) – 4:04
2. "Rain Fall Down" (Radio Edit) – 4:00
3. "Rain Fall Down" (Ashley Beedle's 'Heavy Disco' Radio Edit) – 4:04

- 12-inch (VST1907)

1. "Rain Fall Down" (will.i.am Remix)
2. "Rain Fall Down" (Ashley Beedle's 'Heavy Disco' Vocal Re-Edit)

## Personnel
- Mick Jagger - chant, guitare rythmique
- Keith Richards - guitare rythmique
- Ronnie Wood - guitare solo
- Charlie Watts - batterie
- Darryl Jones - basse
- Chuck Leavell - claviers
- Lisa Fischer et Bernard Fowler - chœurs

## Classements
| Classements (2005–2006)        | Meilleure position |
| ------------------------------ | ------------------ |
| Allemagne (Media Control AG)   | 80                 |
| Italie (FIMI)                  | 46                 |
| Pays-Bas (Single Top 100)      | 31                 |
| Suède (Sverigetopplistan)      | 51                 |
| Suisse (Schweizer Hitparade)   | 77                 |
| Royaume-Uni (UK Singles Chart) | 33                 |
| États-Unis (Alternative Songs) | 13                 |